# Mariage dangereux

Mariage dangereux est un téléfilm américano-canadien réalisé par Jason Bourque et diffusé en 2008.

## Synopsis
Frances Sweete, grande séductrice devant l'Eternel, est aussi une veuve noire accomplie. Tantôt comptable, tantôt antiquaire, elle parcourt le pays et papillonne de mari en mari, dont elle récupère l'argent sitôt leurs cadavres enterrés. Jusqu'au jour où elle fait la connaissance du séduisant Nicolas, un avocat célibataire...

## Fiche technique
- Titre original : Fatal Kiss
- Scénario : Joseph Nasser
- Durée : 90 min
- Pays :  États-Unis,  Canada

## Distribution
- Blanchard Ryan (VF : Véronique Desmadryl) : Frances Sweete
- Rick Ravanello (VF : Jérôme Rebbot) : Nicholas Landon
- Sonja Bennett (VF : Dorothée Pousséo) : Teresa
- Kevin McNulty (VF : Paul Borne) : Daniel Nash
- Dolores Drake (VF : Françoise Vallon) : Mme Spencer
- Simon Hallam : l'enchérisseur
- Kurt Max Runte (VF : Mario Pecqueur) : Allan Stone
- Linden Banks : le manager de l'entreprise
- Keith Martin Gordey : l'inspecteur Peters

 Source et légende : version française (VF) sur RS Doublage